# Globtik Tokyo
Le Globtik Tokyo est un supertanker, le premier d'une série de trois sister-ships. C'était le plus grand pétrolier du monde au moment de son lancement, avec 378,85 m et 483 684 tpl. Il perd cette distinction en 1973, après le lancement de son jumeau le Globtik London. De même longueur que le Tokyo, le London avait un port en lourd supérieur de 276 t. La capacité des deux navires était de 580 millions de litres (3,75 millions de barils).

## Historique
Le Globtik Tokyo est un navire destiné au transport de pétrole brut (ULCC). Il est commandé au début des années 1970 par Ravi Tikkoo, le président le la compagnie maritime londonienne Globtik Tankers, auprès du chantier naval japonais Ishikawajima Harima Heavy Industries de Kure (IHI). La quille est posée le 3 avril 1972, et il est mis à flot le 14 octobre. Il est livré en février 1973. À partir de son voyage inaugural dans le golfe Persique, il est affrété pour 20 ans par la compagnie japonaise Tokyo Tankers. En octobre 1973, cette compagnie affrète également le Globtik London, deuxième navire de la série, tandis qu'elle devient propriétaire du troisième sister-ship, le Nissei Maru, construit en 1974-1975.
Les Globtik Tokyo et London sont vendus au Japon en 1979, et passent sous pavillon libérien. Ils sont retirés du service et vendus à la Corée du Sud pour être démantelés, le London en 1985 et le Tokyo en 1986, par Hyundai à Ulsan.
Le Globitk Tokyo a été démantelé côte à côte avec un autre géant des mers, le Bellamya.
Le troisième navire de la série, le Nissei Maru, est démoli en 2003.

## Caractéristiques
Le Globtik Tokyo dispose d'un système de propulsion et une timonerie situés à l’arrière. La silhouette du tanker comporte deux cheminées coniques hautes et minces, disposées côte-à-côte derrière la timonerie.
La propulsion est réalisée par des turbines à vapeur produisant un total de 45 000 ch, accouplées à une seule hélice à pas fixe. À 90 % de sa puissance maximum, le Globtik Tokyo consomme environ 200 tonnes de carburant par jour. Il est capable d’une vitesse de 17 nœuds sur ballast, et 14,5 à pleine charge. Il est particulièrement manœuvrant pour sa taille, son rayon de giration étant inférieur à trois fois sa longueur, et il est capable de s’arrêter sur une distance de trois milles avec sa seule hélice en marche arrière.
Un système de gaz inerte est utilisé pour éviter les explosions pendant le remplissage des réservoirs. Trois groupes diesel auxiliaires fournissent l'approvisionnement en énergie.